# Хумење
Хумење (слч. Humenné, мађ. Homonna, рсн. Гуменне) град је у Словачкој, у оквиру Прешовског краја.

## Географија
Хумење је смештено у крајњем источном делу државе. Престоница државе, Братислава, налази се 490 км западно, док су Кошице на 80 км удаљености ка југозападу.
Рељеф: Хумење се развило у ободној области Карпата. Неколико километара јужно од града већ почиње равничарско тле, као крајње северозапдни део Панонске низије. Котлина је са југа ограђена Вихорлатским врхима.
Клима: Клима у Хумењу је континентална.
Воде: Град Хумење се образовао на ушћу речице Цирохе у већу реку Лаборец. Само ушће се налази у источном делу града, а градско средиште се налази неколико стотина метара низводно.

## Историја
Људска насеља на овом простору датирају још из праисторије. Насеље под овим именом први пут се спомиње 1317. године. Насеље је добило градска права у 15. веку. После тога је град је био у саставу Угарске. У 19. веку град се брзо развијао, а месно становништво је било мешано - чинили су гра Словаци, Јевреји, Мађари и Русини.
Крајем 1918. године град је постао део новоосноване Чехословачке. У време комунизма град је нагло индустријализован, па је дошло до наглог повећања становништва.

## Становништво
| Година:    | 1994.  | 2004.   | 2014.   | 2024.    |
| ---------- | ------ | ------- | ------- | -------- |
| Број људи: | 36 141 | 35 008  | 34 186  | 29 567   |
| Разлика:   |        | -3,13 % | -2,34 % | -13,51 % |

| Година:    | 2023.  | 2024.   |
| ---------- | ------ | ------- |
| Број људи: | 30 006 | 29 567  |
| Разлика:   |        | -1,46 % |

Данас Хумење има око 31.000 становника и последњих година број становника опада.
Етнички састав: По попису из 2001. године састав је следећи:
- Словаци - 87,8%,
- Русини - 4,8%,
- Роми - 3,3%,
- Украјинци - 2,1%,
- Чеси - 0,8%,
- остали.

Верски састав: По попису из 2001. године састав је следећи:
- римокатолици - 57,9%,
- гркокатолици - 23,0%,
- атеисти - 8,7%,
- православци - 5,9%,
- лутерани - 1,0%,
- остали.

## Партнерски градови
- Требич

## Галерија
- Пешачка зона у средишту града
- Споменик св. Јовану Непомуку
- Традиционална црква од дрвета
- Хумењски дворац